# Killer7

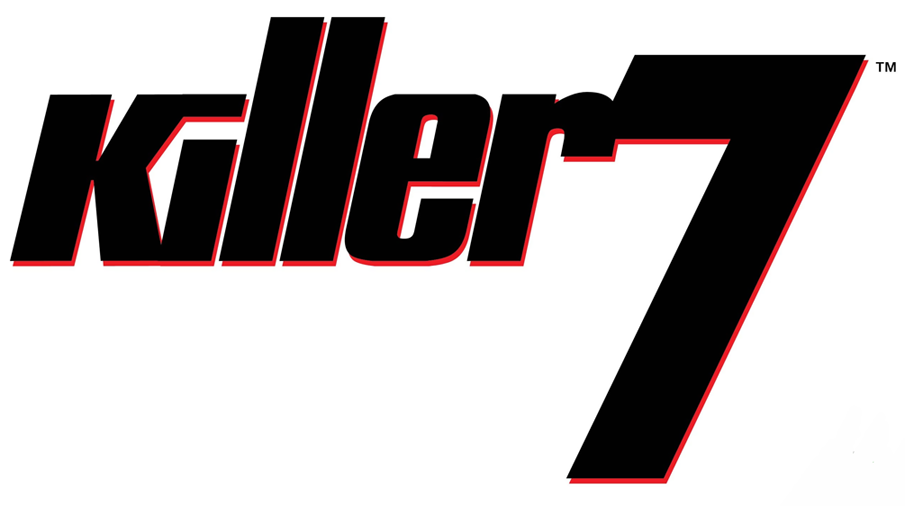
Spelets logotyp.

Killer7 är ett actionäventyrdatorspel, utvecklat av den japanska utvecklingsstudion Grasshopper Manufacture och utgivet av Capcom 2005. Spelet kom först till Gamecube och senare till PlayStation 2. Spelet skrevs och producerades av Goichi Suda, mest känd under pseudonymen "Suda51". Shinji Mikami från bland annat Resident Evil-spelen, var exekutiv producent för Killer7 samt skrev delar av spelets berättelse.

## Koncept
Spelet kretsar kring Harman Smith, en 65-årig yrkesmördare som "kontrollerar" sju personligheter. Det är dessa personligheter som spelaren spelar som under större delen av spelet, alla personligheter kan ta fysisk form.

## Spelmekanik
Spelet går i korthet ut på att spelaren använder en av de sju personligheter som Harman kontrollerar till att förinta fiender kallade Heaven Smile. Detta gör spelaren genom att skanna sin omgivning, då fienderna är osynliga och inte kan dödas om inte skanner-funktionen används. Erfarenhetspoäng kan samlas från fiender som sedan kan användas för att uppgradera personligheterna.
Spelet innehåller en komplex story med mycket symbolik och historiska referenser, framför allt till andra världskrigets Japan.